# Rotterdam vivable

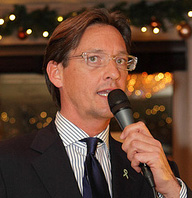
Joost Eerdmans en 2014, le chef de parti actuel de Rotterdam vivable.

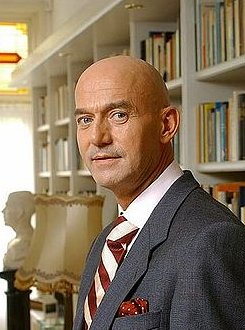
Pim Fortuyn, tête de liste pour Rotterdam vivable lors de sa première participation aux élections municipales en 2002.

Rotterdam vivable (en néerlandais : Leefbaar Rotterdam, abrégé en LR) est un parti politique néerlandais local de la commune de Rotterdam. Fondé en fin 2001, il est apparu simultanément avec un certain nombre d'autres partis locaux dits « Vivables (nl) », la montée nationale du parti Leefbaar Nederland (Pays-Bas Vivables) à cette époque a pu contribuer à cela[réf. souhaitée].
Lors des élections municipales de 2002 (nl), le parti a obtenu 34,7 % des suffrages, avec Pim Fortuyn en tant que tête de liste, et est devenu le plus grand parti au conseil municipal, au détriment du Parti travailliste qui fut pendant 30 ans le parti principal de Rotterdam,.
Lors des élections municipales de 2014 (nl), Rotterdam vivable est redevenu le parti ayant obtenu le plus de sièges avec un total de 14 sièges et forme une coalition avec l'Appel chrétien-démocrate et les Démocrates 66, devenant par la suite membre du Collège des bourgmestres et échevins (College van Burgemeesters en Wethouders) avec trois échevins.
En juin 2017, Rotterdam vivable s'allie avec le Forum pour la démocratie (FvD), après l'accord entre les chefs de parti Joost Eerdmans (Rotterdam vivable) et Thierry Baudet (FvD) pour coopérer aux élections municipales en 2018.
Aux élections municipales de 2018, Rotterdam vivable reste le premier parti obtenant 20,5 % des suffrages avec 11 sièges, tout en en perdant trois. Rotterdam vivable n'a cependant pas été présent lors des réunions pour former une coalition. Le 4 juin 2018, il est annoncé que Rotterdam vivable ne fera pas partie de la nouvelle coalition du Parti populaire libéral et démocrate, de la Gauche verte, des Démocrates 66, du Parti travailliste, de l'Appel chrétien-démocrate et de l'Union chrétienne-Parti politique réformé.

## Résultats électoraux

### Élections municipales
| Année     | Tête de liste      | Voix   | %     | Sièges  | Rang | Coalition                       |
| --------- | ------------------ | ------ | ----- | ------- | ---- | ------------------------------- |
| 2002 (nl) | Pim Fortuyn        | 93 852 | 37,8  | 17 / 45 | 1er  | Coalition avec le CDA et le VVD |
| 2006 (nl) | Marco Pastors (nl) | 77 284 | 29,7  | 14 / 45 | 2e   | Opposition                      |
| 2010      | Marco Pastors (nl) | 63 647 | 28,6  | 14 / 45 | 2e   | Opposition                      |
| 2014 (nl) | Joost Eerdmans     | 59 505 | 27,5  | 14 / 45 | 1er  | Coalition avec D66 et le CDA    |
| 2018      | Joost Eerdmans     | 47 312 | 20,5  | 11 / 45 | 1er  | Opposition                      |
| 2022      |                    | 39 972 | 20,08 | 10 / 45 | 1er  |                                 |